# Ачол, Маньюмоу
Маньюмоу «Мэнни» Ачол (англ. Manyumow «Manny» Achol, 10 декабря 1999, Судан) — южносуданский футболист, полузащитник.

## Карьера

### Клубная
Родился в Судане, однако уже в шестилетнем возрасте Ачол вместе со своей бабушкой в качестве беженца переехал в Новую Зеландию, где он и начал заниматься футболом. Воспитанник колледжа Святого Патрика в Веллингтоне.
Уже на взрослом уровне пробовал свои силы в различных местных командах. Пытался закрепиться зарубежом: ради этого Ачол уезжал в США, Францию и ОАЭ, но все попытки оказались безуспешными. В марте 2022 года полузащитник подписал контракт с латвийским клубом Высшей лиги «Ауда». 17 июня Ачол забил за команду свой первый гол в матче чемпионата против «Спартака» из Юрмалы.

### В сборной
В сборную Южного Судана Маньюмоу Ачол впервые был вызван осенью 2020 года на матч отборочного турнира Кубка африканских наций 2021 против Уганды В самом поединке полузащитник провел на поле 68 минут, а его сборная уступила со счетом 0:1.

## Достижения
- Обладатель Кубка Латвии (1): 2022.